# Into the Unknown (canção)
Into the Unknown é uma canção da banda americana de rock Panic! at the Disco, gravada para a trilha sonora do filme de 2019 Frozen 2. A faixa foi lançada em 4 de novembro de 2019.

## Antecedentes
A trilha sonora do filme foi divulgada em setembro de 2019 que conta com participação de Panic! At the Disco, Weezer, Kacey Musgraves, Aurora, Evan Rachel, Jonathan Groff e Idina Menzel.

## Versão em português brasileiro
A trilha sonora do filme Frozen 2 foi adaptado por Mariana Elisabetsky, uma profissional da área de adaptação musical. Adaptou "Into the Unknown" para "Minha Intuição", agora na voz de Taryn Szpilman.